# L'Aiguilleur
Pour plus de détails, voir Fiche technique et Distribution.
L'Aiguilleur (De wisselwachter) est un film néerlandais réalisé par Jos Stelling, sorti en 1986.

## Fiche technique
- Titre original : De wisselwachter
- Titre français : L'Aiguilleur
- Titre anglophone : The Pointsman
- Réalisation : Jos Stelling
- Scénario : Jos Stelling, Hans de Wolf et George Brugmans d'après le livre de Jean-Paul Franssens
- Musique : Michel Mulders
- Photographie : Paul van den Bos, Frans Bromet, Goert Giltaij et Theo van de Sande
- Pays d'origine : Pays-Bas
- Format : Couleurs - 1,85:1 - Dolby Digital
- Genre : drame
- Date de sortie : 1986

## Distribution
- Jim van der Woude : De Wisselwachter
- Stéphane Excoffier : De Vrouw
- John Kraaijkamp, Sr. : De Machinist
- Josse De Pauw : De Postbode